# M/S Nils Dacke (1995)
M/S Nils Dacke  (IMO 9087465)  är ett Ropaxfartyg för frakt, passagerare och motorfordon, som byggdes 1994–1995 av Finnyards i Raumo i Finland som M/S Robin Hood för TT-Line. Hon är systerfartyg till nuvarande M/S Robin Hood, som i sin tur byggdes som M/S Nils Dacke. Namnrockaden skedde 2014.
Hon trafikerar färjerutten Trelleborg–Świnoujście tillsammans med M/S Robin Hood (1995), M/S Peter Pan och M/S Nils Holgersson. 